# Fusicornia koreica
Fusicornia koreica är en stekelart som beskrevs av Choi och Mikhail Vasilievich Kozlov 2001. Fusicornia koreica ingår i släktet Fusicornia och familjen Scelionidae. Inga underarter finns listade i Catalogue of Life.